# Bobbie of the Ballet
Bobbie of the Ballet é um filme mudo norte-americano de 1916, do gênero drama, dirigido por Joe De Grasse e estrelado por Lon Chaney.

## Elenco

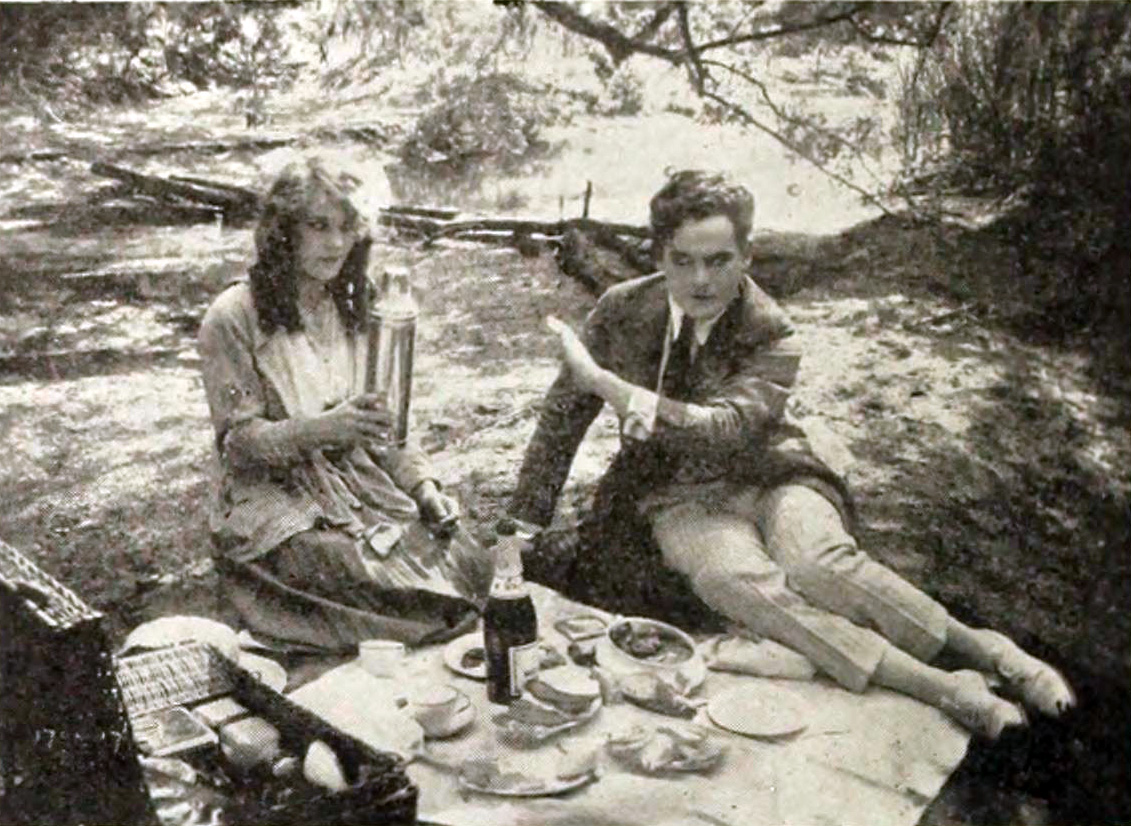
Bobbie of the Ballet (1916)

- Louise Lovely - Bobbie Brent
- Lon Chaney - Hook Hoover
- Jay Belasco - Jack Stimson
- Jean Hathaway - Sra. Stimson
- Gretchen Lederer - Velma Vrooman
- Gilmore Hammond - Henry Fox
- Lule Warrenton - Sra. Hoover
- Louise Emmons - (não creditado)
- John George - (não creditado)